# ویلا گسل
ویلا گسل (به اسپانیایی: Villa Gesell) یک منطقهٔ مسکونی در آرژانتین است که در Villa Gesell Partido واقع شده‌است. ویلا گسل ۳۱٬۷۳۰ نفر جمعیت دارد و ۱ متر بالاتر از سطح دریا واقع شده‌است.